# Cattedrale di Cherson
La cattedrale di San Vladimiro è una cattedrale neobizantina della Chiesa ortodossa russa sita a Cherson, in Crimea. Commemora il presunto luogo del battesimo di Vladimir I di Kiev.

## Storia
Secondo la leggenda e fatti storici il battesimo di Vladimir il Grande si è svolto nel 988 a Cherson (o, come chiamato dall'antico russo, Korsun), ora - Chersonea Taurica, riserva nazionale vicino a Sebastopoli. Nella storia degli anni passanti del monaco Nestor è stata citata la Chiesa conciliare della città: "nel mezzo della città, dove gli abitanti si riuniscono al commercio", che, come si suppone, potrebbe essere il luogo probabile dell'evento cruciale per l'intera Russia.
L'idea di immortalare il luogo del battesimo del santo principe Vladimir Uguale-agli-Apostoli è stata considerata per prima nel 1825 dal vice-ammiraglio Aleksej Samuilovič Grejg, capo della flotta del Mar Nero. Su sua iniziativa gli scavi sotto la direzione di K. Kruz sono stati condotti a Chersonea Taurica nel 1827. Di conseguenza, i resti delle antiche chiese cristiane, tra cui la basilica cruciforme furono trovate al centro della piazza del mercato. Nel 1830 gli storici Frédéric Dubois de Montpéreux e Nikolaj Nikiforovič Murzakevič  hanno fatto una congettura che Vladimir il Grande sia stato battezzato in questa basilica. Dopo di ciò, tutti i dubbi sul luogo della futura chiesa si sono dissolti. Nel 1850, con la petizione dei prelati della chiesa Innocente, l'arcivescovo di Cherson e Taurica, venne creato il chiostro di San Vladimir. Il 23 agosto 1850 fu solennemente posata la prima pietra della chiesa in onore di san Vladimir.

## L'edificio

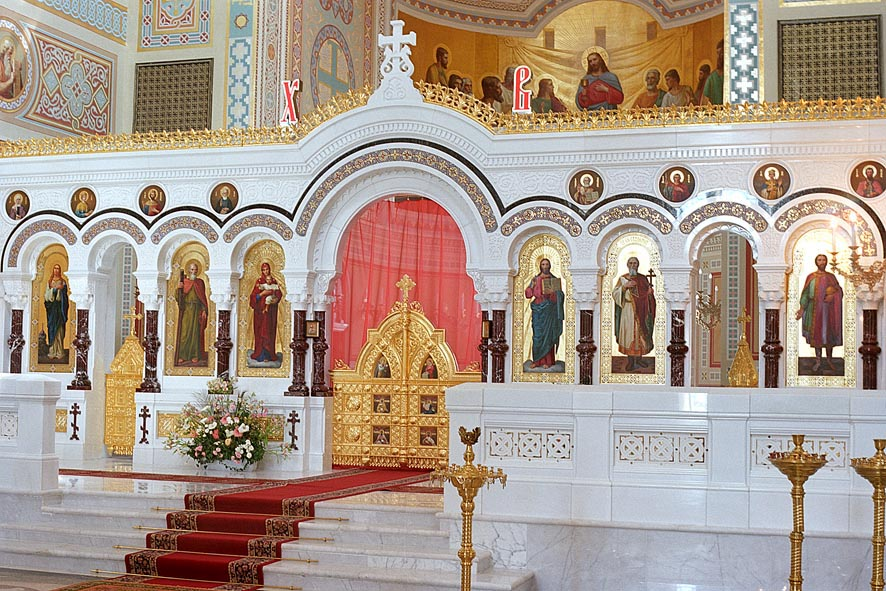
Gli interni della cattedrale

L'autore del progetto della cattedrale di San Vladimiro a Cherson è stato l'accademico David Ivanovič Grimm. Secondo il suo piano, la cattedrale doveva essere costruita in stile bizantino. La costruzione è durata 15 anni e fu terminata nel 1874-1876, con l'aiuto dell'ingegnere M. Arnold. Era una delle più grandi cattedrali della Russia (altezza - 36 m, area totale - 1726 m², diametro della cupola - 10,5 m) che potrebbe ospitare fino a mille persone.
La decorazione della chiesa è iniziata alla vigilia del 900º anniversario del Battesimo russo. Non si è riusciti a dipingere la chiesa per questa data significativa, per cui il 13 giugno 1888 nel giorno della memoria del gran principe san Vladimiro è stata consacrata solo la chiesa bassa in onore della nascita di Maria. Quell'anno l'iconostasi scolpita in legno è stata collocata in questa chiesa e il lavoro interno alla chiesa superiore sotto la direzione dell'architetto Nikolaj Michajlovič Čagin è iniziato. Il dipinto e le icone per l'iconostasi centrale della cattedrale di San Vladimir sono state prodotte dall'accademico Aleksej Ivanovič Korzuchin. Inoltre, all'interno della cattedrale sono stati utilizzati anche opere del 1850 realizzate dall'accademico Carl Timoleon von Neff, dal pittore Franc Nikolaevič Riss, mentre le icone sono opera di Nikolaj Apollonovič Majkov ed Evgraf Semënovič Sorokin. Le opere di marmo, come l'iconostasi della chiesa superiore, il pavimento a mosaico della Cattedrale, la balaustra in marmo lungo la solea, furono eseguite dai maestri italiani J. Seppi e dai fratelli Bascarini. La consacrazione della cattedrale si è svolta il 17 ottobre 1891, anche se il disegno decorativo finale è stato completato soltanto nel 1894.
Già nel 1859 il reliquiario di marmo in forma di Vangelo con le reliquie del grande principe San Vladimiro furono traslate dalla piccola chiesa del palazzo d'inverno a San Pietroburgo a Cherson. Dopo la costruzione della cattedrale di San Vladimiro, le sue reliquie furono collocate nella chiesa inferiore nei pressi delle rovine dell'antica basilica. Nell'altare della chiesa superiore si trova l'elenco dell'icona di Korsun della miracolosa della Madre di Dio, che, secondo la leggenda, fu portata da Cherson da Vladimir il Grande. Complessivamente, le reliquie di 115 santi sono state traslate nella cattedrale.

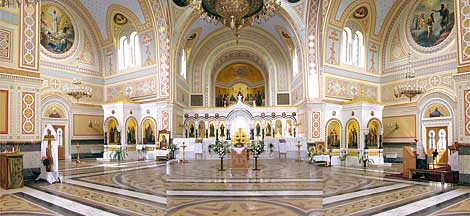
Interni

## La ricostruzione

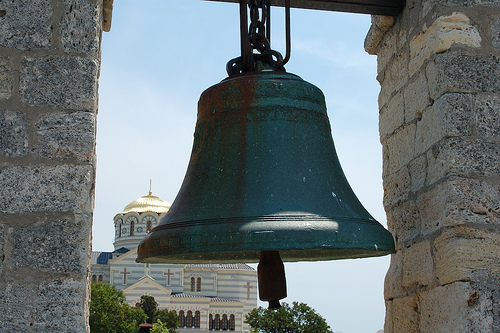
La campana di Cherson con la cattedrale nello sfondo

Durante la seconda guerra mondiale la cattedrale fu distrutta. Il lavoro di restauro è iniziato alla fine degli anni novanta, anche se è stato reso più attivo solo nel 2000. Il progetto della ricostruzione è stato realizzato dall'Istituto di Kiev "UkrProjectRestoration" sotto la direzione dell'architetto Evgenij Osadčij. Dal 2002 la cattedrale di Vladimir è stata dipinta da artisti di San Pietroburgo, Kiev e la Crimea, che hanno ricreato la pittura perduta dell'accademico Aleksej Ivanovič Korzuchin. Sulle pareti della cattedrale i contemporanei possono vedere le seguenti composizioni monumentali: "Lo Spirito Santo" (autori - L. Steblovskaja, E. Revenko), "Il Battesimo di Cristo" (autore - A. Dmitrenko), "La Trasfigurazione di Cristo "(Autori - L. Dmitrenko, N. Dmitrenko)," La cena del Signore ultimo "(A. Pigarëv, K. Popovskij). Le icone per l'iconostasi di marmo della chiesa superiore furono dipinte dai giovani artisti A. Dmitrenko e N. Dmitrenko.
La consacrazione dell'altare maggiore della cattedrale di Vladimir a Cherson si è svolta il 3 aprile 2004 e in una settimana è stata ufficializzata la liturgia di Pasqua.